# Красносільська сільська рада (Володимирецький район)
Красносі́льська сільська́ ра́да — колишній орган місцевого самоврядування в Володимирецькому районі Рівненської області. Адміністративний центр — село Красносілля.

## Загальні відомості
- Красносільська сільська рада утворена в 1964 році.
- Територія ради: 95,014 км²
- Населення ради: 1 635 осіб (станом на 2001 рік)

## Історія
Утворена як Зеленівська 1940 року, Красносільська — з 1964 року.

## Населені пункти
Сільській раді були підпорядковані населені пункти:
- с. Красносілля
- с. Зелене
- с. Липне

## Склад ради
Рада складалася з 16 депутатів та голови.
- Голова ради: Ковальська Ніна Вікторівна
- Секретар ради: Пасічник Оксана Володимирівна

### Керівний склад попередніх скликань
| ПІБ                        | Основні відомості                                                 | Дата обрання | Дата звільнення |
| -------------------------- | ----------------------------------------------------------------- | ------------ | --------------- |
| Ковальська Ніна Вікторівна | Сільський голова, 1963 року народження, освіта вища, позапартійна | 26.03.2006   | 31.10.2010      |
| Ковальська Ніна Вікторівна | Сільський голова, 1963 року народження, освіта вища, позапартійна | 31.10.2010   |                 |

Примітка: таблиця складена за даними сайту Верховної Ради України